# Vossloh DE 18
La Vossloh DE 18  è una locomotiva Diesel a trasmissione elettrica di costruzione della società tedesca Vossloh Locomotives, ideata per servizio di manovra pesante e per treni merci. È in servizio dal 2010, in sostituzione della DE 1002 la cui produzione è terminata nel 1993.

## Storia
Il prototipo della locomotiva è stato mostrato insieme al più piccolo G 12 diesel-idraulico su InnoTrans 2010. Il cliente di lancio per il DE 18 era BASF, che ha ordinato 2 locomotive DE 18 per i servizi nei suoi stabilimenti nel dicembre 2011.

## Distribuzione delle unità prodotte

### Italia
- n. 2 unità a Captrain Italia[1]
- n. 2 unità a Adriafer[2]
- n. 2 unità a Akiem[2]
- n. 4 unità a Rete Ferroviaria Italiana[3][4]